# Flora de las Islas Baleares
Flora de las Islas Baleares (abreviado Fl. Baleares) es un libro con ilustraciones y descripciones botánicas que fue escrito por  Francisco Barceló y Combis y publicado en 5 partes en los años 1880-1881.

## Publicación
- Parte n.º 1 p. 5-150, Mar 1880;
- Parte n.º 2, p. 151-300, Apr 1880;
- Parte n.º 3, p 301-444, Jul 1880;
- Parte n.º 4, p.445-596, Mar 1881;
- Parte n.º 5, p. 597-643, [i]-xlviii, Nov 1881